# The Flame In All Of Us
The Flame In All Of Us е четвъртият студиен албум на християнската рок група Thousand Foot Krutch. Групата записва албума с продуцента Кен Андрюс в Лос Анджелис през пролетта на 2007 г. Албумът е издаден на 18 септември 2007 и влиза в класацията Billboard 200 под номер 58.

## Списък на песните
1. The Flame In All Of Us 3:22
2. Falls Apart 3:35
3. New Drug 2:44
4. What Do We Know 3:19
5. Favorite Disease 3:47
6. My Home 3:41
7. My Own Enemy 3:01
8. Learn To Breathe 4:08
9. Inhuman 4:06
10. Broken Wing 3:55
11. The Safest Place 4:08
12. Wish You Well 3:50
13. The Last Song 3:38

## Сингли
- What Do We Know
- Favorite Disease
- The Flame In All Of Us
- Falls Apart